# Diospyros dichroa
Diospyros dichroa är en tvåhjärtbladig växtart som beskrevs av Noel Yvri Sandwith. Diospyros dichroa ingår i släktet Diospyros och familjen Ebenaceae. Inga underarter finns listade i Catalogue of Life.